# Öfallstjärnen
Öfallstjärnen är en sjö i Karlskoga kommun i Värmland och ingår i Göta älvs huvudavrinningsområde. Sjön är 7 meter djup, har en yta på 0,038 kvadratkilometer och befinner sig 150,5 meter över havet.